# Bábonyi-bérc
Bábonyi-bérc est un quartier résidentiel de Miskolc.